# NK Iskra Bugojno
NK Iskra é um clube de futebol de Bugojno, Bósnia e Herzegovina.
NK Iskra foi fundado em 1946. O clube joga na Premijer Liga e já participou da Premijer Liga Ioguslava, na temporada de 1984-85. Seus jogos em casa são disputados no Estádio Jalić, que possui capacidade para 12.000 pessoas.
O clube já foi campeão da Mitropa Cup em 1985.